# Юнион (округ, Орегон)
Округ Юнион (англ. Union County) располагается в США, штате Орегон. По состоянию на 2010 год, численность населения составляла 25 748 человек. Был основан 14 апреля 1864 года.

## География
По данным Бюро переписи США, общая площадь округа равняется 5281 км², из которых 5276 км² суша и 5 км² или 0,10 % это водоемы.

## Климат
Согласно системе классификации климата Кёппена, в округе Юнион тёплый летний средиземноморский климат, обозначаемый на климатических картах аббревиатурой «Csb», тесно граничащий с жарким летним средиземноморским климатом («Csa»). Этот тип климата характеризуется теплым сухим летом и холодной зимой.

## Население
По данным переписи населения 2000 года в округе проживает 24 530 жителей в составе 9 740 домашних хозяйств и 6 516 семей. Плотность населения составляет 5,00 человек на км2. На территории округа насчитывается 10 603 жилых строений, при плотности застройки около 2-х строений на км2. Расовый состав населения: белые — 94,29 %, афроамериканцы — 0,85 %, коренные американцы (индейцы) — 0,85 %, азиаты — 0,62 %, гавайцы — 0,51 %, представители других рас — 1,22 %, представители двух или более рас — 1,67 %. Испаноязычные составляли 0,00 % населения независимо от расы.
В составе 30,00 % из общего числа домашних хозяйств проживают дети в возрасте до 18 лет, 55,10 % домашних хозяйств представляют собой супружеские пары проживающие вместе, 8,50 % домашних хозяйств представляют собой одиноких женщин без супруга, 33,10 % домашних хозяйств не имеют отношения к семьям, 26,10 % домашних хозяйств состоят из одного человека, 10,80 % домашних хозяйств состоят из престарелых (65 лет и старше), проживающих в одиночестве. Средний размер домашнего хозяйства составляет 2,45 человека, и средний размер семьи 2,94 человека.
Возрастной состав округа: 24,60 % моложе 18 лет, 12,10 % от 18 до 24, 23,50 % от 25 до 44, 25,00 % от 45 до 64 и 25,00 % от 65 и старше. Средний возраст жителя округа 38 лет. На каждые 100 женщин приходится 95,10 мужчин. На каждые 100 женщин старше 18 лет приходится 92,40 мужчин.
Средний доход на домохозяйство в округе составлял 33 738 USD, на семью — 40 520 USD. Среднестатистический заработок мужчины был 33 028 USD против 21 740 USD для женщины. Доход на душу населения составлял 16 907 USD. Около 8,50 % семей и 13,80 % общего населения находились ниже черты бедности, в том числе — 13,60 % молодежи (тех, кому ещё не исполнилось 18 лет) и 9,50 % тех, кому было уже больше 65 лет.